# Вулиця Шполянська (Львів)
Вулиця Шполянська — вулиця у Шевченківському районі міста Львова, місцевість Замарстинів. Пролягає від вулиці Уманської до вулиці Інструментальної. Прилучаються вулиці Хмільова, Плющева та Міртова.

## Історія та забудова
Вулиця виникла на початку XX століття у складі села Замарстинів під назвою Конопки бічна. Не пізніше 1923 року перейменована на вулицю Конопницької, на честь польської письменниці Марії Конопницької. У 1933 році вулицю перейменували на честь іншої польської письменниці — Емілії Плятер. Сучасну назву вулиця отримала за радянських часів, у 1950 році, на згадку про українське місто Шпола.
Забудована одноповерховими приватними садибами, є один двоповерховий житловий будинок 1950-х років та один десятиповерховий житловий багатоквартирний будинок кінця XX століття.